# NGC 2736
NGC 2736 је емисиона маглина у сазвежђу Једра која се налази на NGC листи објеката дубоког неба.
Деклинација објекта је - 45° 56' 53" а ректасцензија 9h 0m 17,0s. Привидна величина (магнитуда) објекта NGC 2736 износи 15,3. NGC 2736 је још познат и под ознакама ESO 260-N14, Herschel's ray.